# Condado de Lamar (Mississippi)
O Condado de Lamar é um dos 82 condados do estado norte-americano do Mississippi. A sua sede de condado é Purvis, e a sua maior cidade é Hattiesburg.
O condado tem uma área de 1295 km² (dos quais 8 km² estão cobertos por água, uma população de 55 658 habitantes, e uma densidade populacional de 30 hab/km² (segundo o censo nacional de 2010). O condado foi fundado em 1904 e recebeu o seu nome em homenagem a Lucius Quintus Cincinatus Lamar (1825-1893), político e jurista do estado do Mississippi, membro da Câmara dos Representantes e do Senado, foi também Secretário do Interior na primeira administração de Grover Cleveland, e juiz associado do Supremo Tribunal dos Estados Unidos.